# Daniel Vernet
Pour les articles homonymes, voir Vernet.
Daniel Vernet, né le 21 mai 1945 à Chamalières et mort le 15 février 2018 dans le 14e arrondissement de Paris,, est un journaliste français spécialiste des relations internationales. 
Il a été correspondant en Allemagne, en URSS et au Royaume-Uni avant de devenir directeur de la rédaction du journal Le Monde.

## Ouvrages
- La Renaissance allemande (Flammarion)
- URSS (Le Seuil)
- Le Rêve sacrifié - Chroniques des guerres yougoslaves (Odile Jacob)
- L'Amérique messianique (Le Seuil)
- Le Roman de Berlin (Éditions du Rocher)
- Petite histoire de la chute du communisme : texte de  Daniel Vernet, illustré par Plantu ; éditions du Rocher, 2008,  (ISBN 978-2-268-06682-0)